# Faleh Suwead Al Ajami
Faleh Suwead Al Ajami (né le 1er juin 1986) est un cavalier qatarien qui a commencé sa carrière internationale en 2010 dans la discipline de l'endurance, avant de se tourner vers le saut d'obstacles en 2015. À l'origine, il pratiquait l'équitation comme loisir, puis il a été sélectionné dans l'équipe nationale du Qatar en 2010. Il est entraîné par le néerlandais Jan Tops.